# Rainer Patschinski
Rainer Patschinski (* 28. August 1950 in Rostock, Mecklenburg-Vorpommern) ist ein ehemaliger deutscher Eishockeyspieler, der insgesamt zehn Jahre beim SC Dynamo Berlin in der DDR-Oberliga und für die DDR-Nationalmannschaft auf das Eis ging. Darüber hinaus ist er Mitglied der Hockey Hall of Fame Deutschland.

## Karriere

### Spieler
Zusammen mit Dietmar Peters begann Patschinski in seiner Heimatstadt Rostock mit dem Eishockey bei der damals dort ansässigen SG Dynamo Rostock. Bis 1961 spielte er in der Nachwuchsmannschaft, ehe seine Familie nach Berlin zog. Unter seinem Vater – welcher den SC Einheit Berlin trainierte – durchlief er alle Nachwuchsmannschaften des Vereins und kam schließlich beim Nachfolger TSC Berlin in der DDR-Oberliga zu seinem ersten Einsatz. Dort konnte der Stürmer 1970 auch die Vizemeisterschaft feiern. Mit der Umstrukturierung des Eishockeysports in der DDR, in der nur noch in Berlin und in Weißwasser gespielt werden sollte, erfolgte der Wechsel zum SC Dynamo Berlin, für die er bis 1980 spielte und fünf Meisterschaften holte. Für die Spreestädter stand er in 86 Spielen auf dem Eis und erzielte dabei 47 Tore.
Im Sommer 1999 wurde in Halle/Saale mit der Gründung ESC Saaleteufel Halle der Eishockeysport wiederbelebt. Gemeinsam mit seinen alten Berliner Weggefährten Dietmar Peters, Harald Kuhnke, Wolfgang Plotka und Thomas Graul hatte Rainer Patschinski einen großen Anteil an der Entwicklung des Sports in Halle. In der Saison 1999/2000 war Patschinski mit 84 Scorerpunkten (25 Tore/59 Assists) in nur 13 Spielen mit deutlichem Abstand vor Graul und Kuhnke Topscorer des ESC.

### International
In der Nationalmannschaft debütierte Patschinski 1968. Er absolvierte insgesamt 238 Spiele im Trikot der DDR und erzielte dabei 119 Tore.

## Nach der Karriere
Trotz des vorzeitigen Karriereendes mit 30 Jahren hielt sich Patschinski bei den „Alten Herren“ fit und trainierte dort sporadisch mit. Der Gang in die Trainerlaufbahn kam für den Rostocker nie in Frage, da er noch während seiner aktiven Zeit das Abitur nachholte und 1983 das Studium zum Diplom-Ökonomen an der Hochschule für Ökonomie abschloss.
Jedoch zog es ihn immer wieder zum aktiven Eishockeysport zurück und aufgrund seiner guten körperlichen Verfassung absolvierte er in der so genannten „Bestenermittlung“ noch einige Spiele für Dynamo Klingenthal. Nach der politischen Wende kam ihm zusätzlich noch die Ehre zuteil, Mitglied in der Hockey Hall of Fame Deutschland zu werden.

## Sonstiges
Rainer Patschinskis Sohn – Nico Patschinski – ist ebenfalls sportlich aktiv und spielte jahrelang in der 2. Fußball-Bundesliga.